# Ostericum viridiflorum
Ostericum viridiflorum är en flockblommig växtart som först beskrevs av Porphir Kiril Nicolai Stepanowitsch Turczaninow, och fick sitt nu gällande namn av Masao Kitagawa. Ostericum viridiflorum ingår i släktet Ostericum och familjen flockblommiga växter. Inga underarter finns listade i Catalogue of Life.